# Epidemia de sindrom hemolitic-uremic din 2011

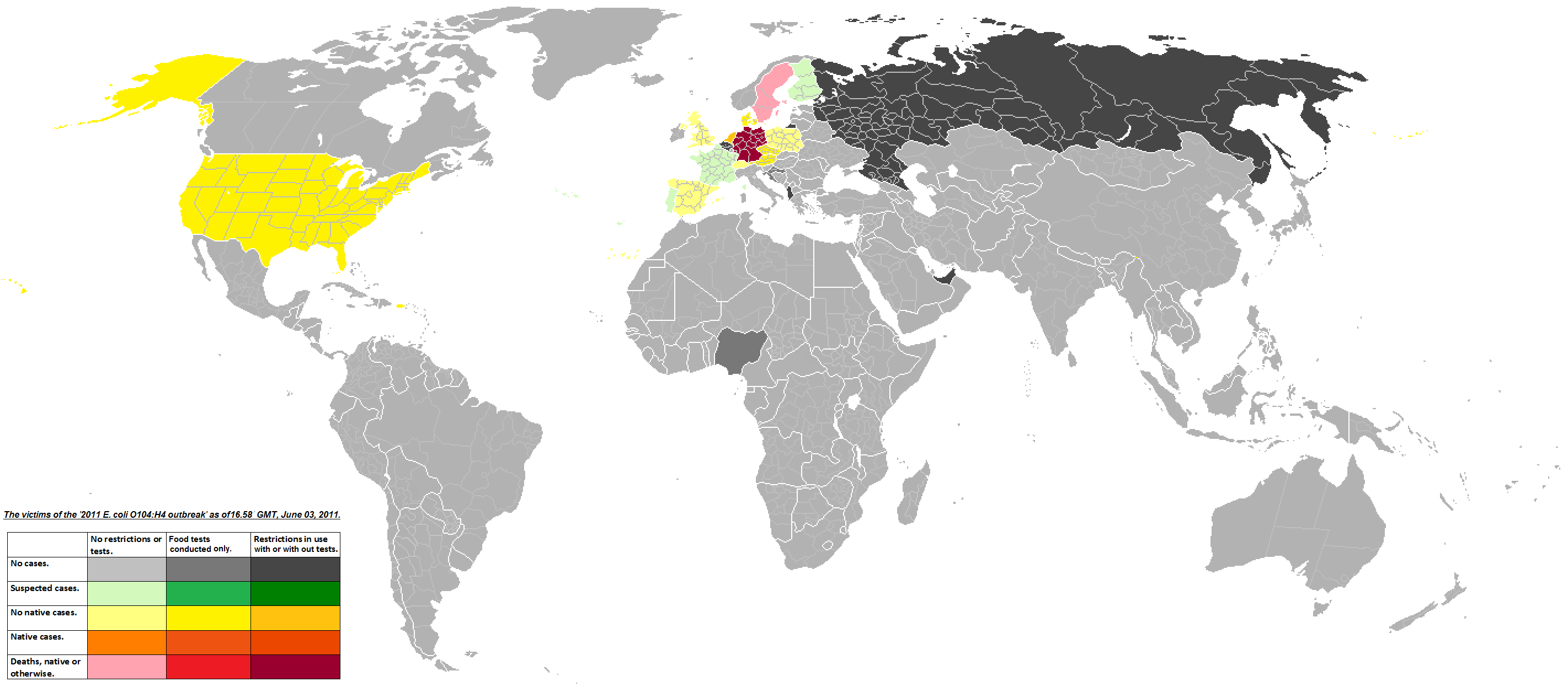
Harta răspândirii epidemiei

Epidemia de sindrom hemolitic-uremic din 2011, sindrom numit în unele limbi (de ex. în germană) pe scurt EHEC, este o gastroenterită hemoragică cauzată de bacteria Escherichia coli entero-hemoragică tulpina O104:H4.
Boala a izbucnit în mai 2011, cu o intensitate deosebită în Germania de Nord. Simptomele bolii sunt durerile de cap, tulburări gastrointestinale, crampe, diaree hemoragică și tulburări renale. Principala cale de infecție este calea digestivă: infecția se produce prin consumul de alimente, posibil prin alimente crude de origine vegetală, cum ar fi legumele și fructele contaminate. Boala este o formă atipică a infecțiilor cu E. coli deoarece această tulpină bacteriană produce îmbolnăvirea adulților, și în special a femeilor, spre deosebire de formele curente care produc de obicei îmbolnăviri la tineri sau nou născuți.
Comisia Europeană a lansat o alertă privind contaminarea cu bacteria E. coli entero-hemoragică a castraveților proveniți din Spania. Decizia a venit după ce în Germania au fost emise ipoteze în acest sens, totuși în timp neconfirmate oficial, și după ce șaptesprezece persoane (preponderent femei) au murit și alte câteva sute s-au îmbolnăvit. Ulterior specialiștii au declarat că sursa de diseminare a agentului patogen nu sunt castraveții spanioli, sursa bacteriilor îmbolnăvitoare fiind presupusă ca găsindu-se în Germania, dar nefiind încă identificată până la 9 iunie 2011. O suspectare din ce în ce mai puternică privește produsele de semințe încolțite (germană: Sprossen) ale unei firme din comuna Biennenbüttel din Saxonia Inferioară, produse ce sunt consumate crude, ca salate, mult preferate pentru conținutul de vitamine și albumină. Trei lucrătoare ale firmei s-au îmbolnăvit în luna mai de diaree, una din cauza bacteriei E.coli, a declarat autoritatea  ministerială agricolă din Hanovra. În Germania numărul celor îmbolnăviți de contagioasa infecție este de peste 1.500, dar mai îngrijorător este numărul celor morți din cauza ei: 26 de persoane până la data de 9 iunie. Pe data de 11 iunie numürul victimelor a crescut la 32. Tot pe 11 iunie, Institutul federal german pentru aprecierea riscurilor a comunicat că semințele încolțite crude (Sprossen) constituie o sursă de răspândire a bacteriei E. coli. Mai multe state au oprit importurile de castraveți din UE.

## Măsuri de prevenire a îmbolnăvirii
- igiena mâinilor prin spălare eficientă (inclusiv săpun)
- igiena alimentară strictă, în special spălarea intensivă a legumelor și fructelor înainte de a fi consumate
- unii specialiști germani recomandă chiar fierberea legumelor, sau "sterilizarea" la cel puțin 80 °C.
- atenție la simptome diareice cu urme hemoragice, la care este nevoie imediată de consultare a medicilor.